# Acanthodactylus
Acanthodactylus é um género de répteis escamados, pertencente à família Lacertidae.

## Espécies
| - Acanthodactylus arabicus - Acanthodactylus aureus - Acanthodactylus bedriagai - Acanthodactylus beershebensis - Acanthodactylus blanci - Acanthodactylus blanfordii - Acanthodactylus boskianus - Acanthodactylus boueti - Acanthodactylus busacki - Acanthodactylus cantoris - Acanthodactylus dumerilii - Acanthodactylus erythrurus - Acanthodactylus felicis | - Acanthodactylus gongrorhynchatus - Acanthodactylus grandis - Acanthodactylus guineensis - Acanthodactylus haasi - Acanthodactylus harranensis - Acanthodactylus lineomaculatus - Acanthodactylus longipes - Acanthodactylus maculatus - Acanthodactylus masirae - Acanthodactylus micropholis - Acanthodactylus nilsoni - Acanthodactylus opheodurus - Acanthodactylus orientalis | - Acanthodactylus pardalis - Acanthodactylus robustus - Acanthodactylus savignyi - Acanthodactylus schmidti - Acanthodactylus schreiberi - Acanthodactylus scutellatus - Acanthodactylus senegalensis - Acanthodactylus spinicauda - Acanthodactylus taghitensis - Acanthodactylus tilburyi - Acanthodactylus tristrami - Acanthodactylus yemenicus |